# Homoródfürdő
Homoródfürdő (románul Băile Homorod) falu Romániában, Hargita megyében. Régen kis székely falu, ma országos jelentőségű üdülőtelep hideg-meleg vizes szénsavas fürdővel, bő vizű borvízforrásokkal. 1968 óta Szentegyházához tartozik.

## Fekvése
Székelyudvarhelytől közúton 16,9 km-re északkeletre, a Nagy-Homoród és a Fürdő-patak völgyében fekszik.

## Története
Borvizét már a rómaiak is ismerhették, a közelben található Földvár nevű helyen legalábbis 2. századi római castrum nyomaira bukkantak.
Az Ilona-völgyben, fenyvesek közt elterülő fürdőt már a 18. században években jelentős fürdőhelyként emlegették, jótékony hatású, változatos összetételű, bővizű ásványvízforrásait széles körben ismerték.  A borvízforrások vizét először 1820-ban elemezte Pataki Sámuel. A fürdő ezt követően indult fejlődésnek, amikor a forrásokat köpübe foglalták, sétányokat, zenepavilonokat építettek.
Orbán Balázs leírása szerint Homoródfürdőn mintegy „15 falusias kinézésű ház van festőies rendetlenségben szétszórva (...) van két Lobogója is (...) a felső két fokkal melegebb az alsónál, rendszerint itt kezdik a fürdést, és az alsóban végzik. (...) Homoród a múlt század közepetáján Erdély leglátogatottabb fürdője volt, s bár versenytársai (Tusnád, Borszék, Korond) emelkedésével hanyatlott, de azért most is Székelyföldnek igen kedvenc fürdője, hol nyári idény alatt mindég kedves társaság szokott egybe jönni, melynek köréből a nagyobb fürdőhelyeken szokásos feszengés száműzve van.”

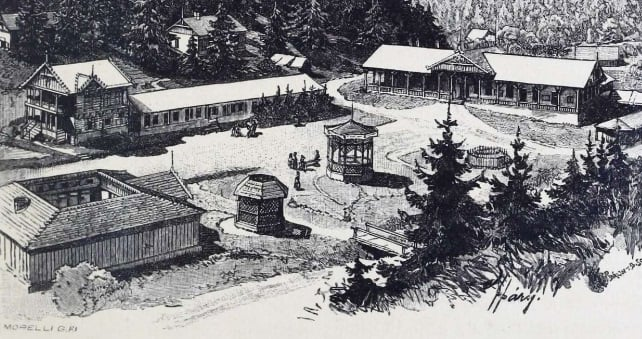
Homoródfürdő 1837-ben

A 19. század végén Hankó Vilmos leírásában Homoródfürdőt így jellemezte: „A kútak kőköpübe vannak foglalva, a fürdő források nők és férfiak számára elkülönített tükörfürdőkké átalakítva. A fürdőházban meleg kádfürdőket is készítenek. (...) Homoród nem luxus-fürdő: kitűnő vasas forrásait, pompás fenyvesét csak azok keresik fel, kik igazán gyógyulni és üdülni akarnak. A rendelkezésre álló lakó szobák (80 szoba) egészségesek és olcsók: de berendezésükben csak és kizárólag csak azt nyújtják, a mire szükség van.”
Homoródfürdő 1890-re elérte fejlődésének csúcspontját. Az első világháborút követően az Ilona-völgyben hétvégi házak, nyaralók létesültek, idővel pedig a Földvár-patak völgyében családok telepedtek le.
A 20. század elején Nagysolymosi Koncz Ármin székelyudvarhelyi gyógyszerész harminc évre bérbe vette Homoródfürdőt, valamint megvásárolta a közelben található Lobogófürdőt. Az elismert gyógyszerész jelentős beruházásokat eszközölt mindkét telepen. Homoródfürdőn villákat, vendéglőket építtetett, sétányokat, pavilonokat alakítottak ki a területen. A vendégek szórakoztatására tenisz- és tekepályát, játszóteret, mozit létesíttetett a fürdőtelepen. Rendelkezésre álltak különböző tornaszerek, gőzfürdő, önműködő, zenélő körhinta, a „Ringelspiel” is. Az élelmet frissen szállíttatta Székelyudvarhelyről, a zenét egy tizennégy tagú cigányzenekar szolgáltatta, valamint különféle bálok, mulatságok szervezésével is kedveskedett a fürdővendégeknek. Ugyanakkor fényképész, fodrász, orvos, mozgó gyógyszertár, bazár és szatócsbolt is rendelkezésre állt a telepen. Koncz Ármin nemcsak fejlesztette, hanem széles körben népszerűsítette is Homoródfürdőt és jótékony hatású ásványvizeit. Az itt található források közül a Klotild-forrás vizét palackozta és forgalmazta Homoródi ásványvíz néven. 1912-ben új forrást fedeztek fel és foglaltak be, melynek vegyelemzését Fabiny Rudolf kolozsvári egyetemi tanár végezte el. A Mária-forrás vizét a két világháború között Lacrima Homorod néven palackozták.
Az államosítás után a villákat szakszervezeti üdülőként működtették, majd a megyésítés után diáktábort létesítettek a telepen. Homoródfürdőt rendbe tették, modernizálták és kibővítették, létrehozva mintegy ezer férőhelyes országos diáktábort, mely 1989-ig működött. A rendszerváltás után még rendeztek diáktáborokat egyetemisták számára Homoródfürdőn, de az is megszűnt pár év múlva. A telep fokozatosan hanyatlott, leromlott az elkövetkező időszakban.
Idővel melegfürdő, motel létesült a kedvelt Lobogó-forrás mellé, 2012-ben felújították a szabadtéri borvizes medencét. A telepen eszközölt beruházásoknak, fejlesztéseknek köszönhetően a 21. században látogatottabb lett Homoródfürdő.

## Közigazgatása és népessége
Homoródfürdő 1898-ban önálló település lett, de 1773-tól 1968-ig Kápolnásfalu fürdőtelepe volt, ezt követően Szentegyháza közigazgatásába került. A trianoni békeszerződésig Udvarhely vármegye Udvarhelyi járásához tartozott.
1992-ben 72 lakosa volt, 1 román kivételével mind magyarok.

## Nevezetességei
- Legismertebb borvízforrásai a Lobogó- és a Mária-forrás. Ezenkívül ismert még a Vészfarki-, Csorgó-, Klotild-, Ilona-, Kálmán-, Fenyves-, Tódor Sándor- és a Szénhomoródi-borvízforrás.
- Keresztelő Szent János-kápolnáját 1765-ben az örmény katolikus erzsébetvárosi  Lázár János építtette hálából gyógyulásáért.